# دايموكوتات
دايموكوتات Daimokutate (題目立) هو عرض تلاوة يتم تقديمه في ضريح ياهاشيرا في قرية كامي فوكاوا، قريبا من مدينة مدينة نارا في اليابان.  لدى معبد شنتو في كاميفوكاوا تقليد يتمثل في قبول صبي يبلغ من العمر 17 عام كعضو في منظمة دينية تنفذ احتفالات دينية في المعبد. إن قبول صبي في المنظمة في المعبد هو اعتراف بأن الطفل أصبح بالغ.

## الأداء
الشباب الذين يبلغون من العمر 17 عام (إذا لم يكن هناك عدد كافي من اليافعين الذين تبلغ أعمارهم 17 عامًا، يتم احيانا تضمين الأولاد الذين لم يبلغوا من العمر 17 عام أو يزيد عمرهم عن 17 عام في العرض) يقفون في نصف دائرة يرتدون ملابس الساموراي ويحملون الأقواس. ثم يبداون واحدًا تلو الآخر يتم استدعاؤهم إلى المركز من قبل رجل عجوز يقرأ اسم إحدى الشخصيات في حكايات العداء بين عشيرتي ميناموتو وتايرا. لا توجد مرافقات موسيقية. عندما تتحدث جميع الشخصيات الستة والعشرين، يضرب الشباب بأقدامهم بشكل إيقاعي ويغنون خارج المسرح. 
كانت في الأصل طقوس العبور في سن السابعة عشرة للإشارة إلى القبول الرسمي للابن الأكبر في مجتمع عائلات كامي فوكاوا البالغ عددها 22 عائلة، ويتم الآن أداء ديموكوتاتي بشكل سنوي في منتصف أكتوبر من قبل شباب من مختلف الأعمار والأعمار. من العديد من العائلات المختلفة. يعتبر عرض الدايموكوتات فريدًا من نوعه في اليابان باعتباره عرض درامي بدون تمثيل أو موسيقى، وهو علامة مهمة للهوية ويلعب دورًا لا غنى عنه في الحفاظ على التضامن في هذه المدينة الجبلية. 

## تاريخه
تم أداء دايموكوتاتفي نهاية فترة موروماتشي . ديموكوتاتي هو آخر مثال ما زال يتم اداءه لتقليد القراءة في الحرم الذي يؤديه الأشخاص العاديون، وقد تم إثباته لأول مرة في وثيقة عام 1534.  تم الحفاظ على الوثائق التي جمعها المتخصصون في الفولكلور هوسين جونغو بين عامي 1953 و1955، لكن من المحتمل أن يكون مخزون الوثائق أكبر بكثير مما هو موجود.  

## انظر ايضا
- أكيو نو تاو أودوري
- تينو ماتسوري
- أوكو نوتو نو إينوكوتو